# Турчанинов Павло Петрович
Павло Петрович Турчани́нов (1776 — 4 грудня 1839) — російський командир епохи наполеонівських воєн, генерал-лейтенант. Брат генерала А. П. Турчанинова.

## Біографія
Народився в 1776 році в Рогачевському повіті Могильовської губернії в дворянській родині. 18 серпня 1789 року вступив в лейб-гвардії Преображенський полк сержантом. 18 жовтня 1794 року проведений в прапорщики. 3 березня 1796 року переведений капітаном в Староінгерманландський мушкетерський полк з призначенням в ад'ютанти до О. В. Суворова. Брав участь в Голландській експедиції. Був поранений в лівий бік навиліт кулею в битві під Алкмаром. Після повернення до Росії вийшов у відставку.
16 червня 1800 року повернувся на службу. 2 травня 1801 року зарахований у Архангелогородський мушкетерський полк підполковником. 4 січня 1805 року призначений командиром Катеринославського гренадерського полку. У полковники проведений 23 квітня 1806 року. Брав участь у війні з французами 1806—1807 років. Поранений під Гейльсбергом картеччю в праве стегно. 1 лютого 1808 року призначений шефом Олонецького мушкетерського полку з яким відправлений у Молдавію і брав участь у бойових діях з турками в 1809—1811 роках. За облогу і взяття фортеці Брегово в Сербії проведений 29 грудня 1810 року в генерал-майори і призначений командиром 2-ї бригади 22-ї піхотної дивізії. За відзнаку у битві під Рущуком в 1811 році нагороджений золотою шпагою з алмазами. У 1812 році знаходився в резервному корпусі генерал-лейтенанта І. В. Сабанєєва і бився з поляками і французами під селищами Пружани, Горностаевичі, біля міста Волковиська. У 1813 році в загоні генерал-лейтенанта Е. Ф. Сен-Прі брав участь в облозі Глогау, потім при взятті Франкфурта-на-Одері, при занятті Берліна і в боях під Люценом і Бауценом. З 11 червня 1813 року командував 22-ю піхотною дивізією і бився на ріці Кацбах, потім під Лоба і Галле. У 1814 році брав участь у боях під селищами Мері і Сезан, при облозі і взятті Суассона, потім у битві під Лаона і при взятті Парижа. Після війни продовжував командувати 22-ю піхотною дивізією.
12 грудня 1824 року проведений в генерал-лейтенанти і призначений командувати запасними батальйонами та рекрутськими депо Окремого Фінського корпусу. З 1829 року був військовим комендантом міста Або, в 1837 році вийшов у відставку через хворобу.

Могила Павла Турчанинова

Помер 22 листопада (4 грудня) 1839 року. Похований з північно-західної сторони Різдвобогородицької церкви Києво-Печерської лаври. На могилі був поставлений пам'ятник — на гранітному постаменті колона з хрестом ї написом «Здесь покоится прах Генерал-лейтенанта Павла Петровича Турчанинова, представившагося Февраля 22 дня 1839 года на 63-м году жизни. Господи! Упокой душу его во обители блаженства!». Пам'ятник був зруйнований в 1970-х роках, в 1991 році відновлений.

## Нагороди
Нагороджений російськими орденами Святого Георгія 3 класу, Святого Володимира 2 ступеня і Святої Анни 1 ступеня з алмазами, іноземними: шведським Меча 2 ступеня, прусським Червоного Орла 2 ступеня, золотою шпагою з написом «за хоробрість», срібними медалалями в пам'ять 1812 і 1814 років.